# Franck Monsigny
Pour les articles homonymes, voir Monsigny.
Franck Monsigny, né le 3 juin 1972 à Villeneuve-Saint-Georges, dans le Val-de-Marne, est un acteur et dramaturge français.

## Biographie
Originaire de la région parisienne, Franck Monsigny, se forme au métier d'acteur tout d'abord à l’École internationale de création audiovisuelle et de réalisation puis suit les cours de Jean Périmony et Eva Saint-Paul.
Au théâtre il interprète Marivaux, Corneille, Goldoni et partage la scène avec notamment Marthe Mercadier dans  Treize à table et Michel Galabru dans Les Rustres.
Au cinéma, il fait ses premiers dans La Fille sur le pont de Patrice Leconte  et dans Coco avant Chanel d’Anne Fontaine mais c'est son rôle de médecin légiste Chéron dans la série Falco au côté de Sagamore Stévenin qui le révèle au grand public en 2013 et qui réunit près de 7 millions de téléspectateurs.
En 2011, l'acteur devient dramaturge avec sa première pièce de théâtre Sacré Mariage qui est joué pendant trois ans à Paris et en province  puis Résistantes qui s'inspire de la vie de la résistante Liliane Armand qui en 1944 alors qu'elle est recherchée s'est cachée dans une maison close,.
En 2015, il remporte le grand prix du Mobile Film Festival avec son premier court-métrage No sense qu'il co-réalise avec  Julien Lessi.
Depuis 2017, il incarne le commandant Martin Constant dans la série Demain nous appartient.
Franck Monsigny est également un acteur de doublage.

### Vie privée
Le 28 août 2019, Franck Monsigny épouse la comédienne Magali Genoud.

## Théâtre

### Comédien
- 1999 : De Cape et d’épée, une création de Théâtre 13, mes Bernard Chabin
- 1999 : Les Rivaux de Richard Brinsley Sheridan, mes C. Denante - Compagnie des Acharnés, Espace Jemmapes : Jack
- 1999 : La Mère confidente de Marivaux, mes Aurélia Nolin : Dorante
- 2001 : Cinna de Corneille, mes Pierre Villescaze : Maxime
- 2001 : Break-First, mes Aurélia Nolin , création jouée au Centre national de la danse
- 2001- 2002 : Ça sent le vécu, mes C. Conty - Avignon, tournée en France et Point virgule
- 2003 : Don Juan de Molière, mes  Jean Martinez - Tournée :  Don Alonso
- 2003 : Treize à table de Marc-Gilbert Sauvajon, mes Olivier Macé : Jean Charles
- 2003 : Le Plaisir de Crébillon Fils, mes Eric Lorvoire - Théâtre Lucernaire :  Montade
- 2005-2006 : Les Rustres de Carlo Goldoni, mes Francis Joffo - Théâtre Saint-Georges, tournée : comte Ricardo
- 2007 : Zig.Zag, mes C. Requem - Théâtre Montmartre-Galabru, Biennale de la Danse de Rueil-Malmaison
- 2011 : Banane en héritage de et mes Cathy Chabot - Comédie Tour Eiffel, tournée
- 2011 :  Mon fils, ma Pagaille ! de  Rodolphe Le Corre, mes  Claire Conty - Théâtre des Blancs Manteaux, Comédie Bastille
- 2011-2014 : Sacré mariage de Franck Monsigny, mes Ariane Aggiage - Théâtre Antidote, Centre culturel de Cassis, Comédie des Trois Bornes, Théâtre des Blancs Manteaux
- 2015 : Les Parents viennent de Mars et les enfants du Mc Do de et mes Rodolphe Le Corre - Blancs Manteaux, tournée
- 2015-2016 : Résistantes de Franck Monsigny , mes Stanislas Grassian - Petit Louvre à Avignon : Monsieur Maurice
- 2018-2019 : Le roi Arthur de et mes Jean-Philippe Bêche - La Cartoucherie, tournée
- 2019 : Résistantes de Franck Monsigny , mes Stanislas Grassian - Tournée : Monsieur Maurice

### Auteur
- 2011 : Sacré mariage, mes Ariane Aggiage - Théâtre Antidote, Centre culturel de Cassis, Comédie des Trois Bornes, Théâtre des Blancs Manteaux
- 2015 : Résistantes, mes Stanislas Grassian - Petit Louvre à Avignon

## Filmographie

### Cinéma
- 1999 : La Fille sur le pont de Patrice Leconte
- 2007 : Asylum d'Olivier Château
- 2009 : Coco avant Chanel d’Anne Fontaine
- 2009 : The Woman who dreamt of man de  Per Fly
- 2015 : No Sense, court-métrage de Franck Monsigny et Julien Lessi
- 2020 : Je suis maman, court-métrage de Garance Teillet

### Télévision
- 2008 : Seconde chance : Dr Paul Fournier
- 2009 : RIS police scientifique
- 2010 : La Cour des grands
- 2013- 2016 : Falco :  Philippe Chéron
- 2015 : Section de recherches : Victor Lacoste
- 2015 : Joséphine, ange gardien : Paul (épisode Je ne vous oublierai pas)
- 2017 : Camping Paradis : Antoine (saison 8, épisode 5 Nos années camping)
- 2017 : Le juge est une femme : Patrick Sagnol
- Depuis 2017 : Demain nous appartient : commandant Martin Constant
- 2018 : Le Bureau des légendes : L'analyste Russie (saison 4)
- 2023 : Joséphine, ange gardien : Gilles (saison 22)
- 2025 : Erica : Gabriel Hamelot

### Réalisateur
- 2015 : No Sense (court métrage co-réalisé avec Julien Lessi)

### Scénariste
- 2017 : Match (websérie)

## Doublage

### Cinéma

#### Films
- Matthew Goode dans :
  - Downton Abbey (2019) : Henry Talbot
  - Abigail (2024) : Kristof Lazaar
- Luca Marinelli dans : 
  - The Old Guard (2020) : Nicky / Nicolὸ di Genova
  - The Old Guard 2 (2025) : Nicky / Nicolὸ di Genova
- 2008 : Hell Ride : Comanche / Bix (Eric Balfour)
- 2008 : Manhunt : Roger (Lasse Valdal)
- 2009 : Dossier K. : Nazim Tahir (Blerim Destani)
- 2009 : The Loved Ones : Brent Mitchell (Xavier Samuel)
- 2013 : Sublimes créatures : Ethan (Alden Ehrenreich)
- 2013 : Un amour de pâtisserie : Benny Christophe (Alastair Mackenzie)

### Télévision
- Rendez-vous en terre inconnue (France 2) depuis 2004

#### Téléfilms
- Brett Dalton dans :
  - Sauver une vie pour Noël (2018) : Chris Dempsey
  - L'Amour sucré salé (2018) : Stephen Harris
  - L'Amour entre deux pages (2020) : Martin Clayborne
  - Le Come-Back de Noël (2021) : Jason Bedford

- Antonio Cupo (en) dans :
  - Grace Tanner, seule face à son mari (2020) : Paul Carter
  - L'Héritière de Noël (2020) : Kyle Buchanan

- Warren Christie dans :
  - Une invitation inattendue pour Noël (2021) : Sam Reynolds
  - Maman disparue : L'Histoire vraie de Jennifer Dulos (2021) : Fotis Dulos
- 2020 : Un mensonge en héritage : Luke (Dan Amboyer)
- 2021 : Je n'ai pas tué ma meilleure amie ! : Luke (Huntington Daly)
- 2021 : Milliardaire ou presque : Alan Green (Jacob Blair)
- 2021 : Prise au piège dans les bois : Tyler (Stafford Perry)
- 2023 : Erin, fuir ou mourir : Jared Carver (Alex Trumble)

#### Séries télévisées
- Warren Christie dans :
  - Alphas (2011-2012) : Cameron Hicks (24 épisodes)
  - Motive (2014-2016) : le sergent Mark Cross (27 épisodes)
  - Chicago Fire (2015) : Scott Rice (saison 3)
  - Eyewitness (2016) : Ryan Kane (10 épisodes)
  - Batwoman (2020-2021) : Bruce Wayne/Tommy Elliot (3 épisodes)

- Eric Balfour dans :
  - Six Feet Under (2001-2003) : Gabriel « Gabe » Dimas (12 épisodes)
  - Conviction (2006) : Brian Peluso (13 épisodes)
  - Monk (2009) : Lenny Barlowe (saison 8, épisode 4)

- Matthew Goode dans :
  - The Good Wife (2014-2015) : Finn Polmar (28 épisodes)
  - Downton Abbey (2014-2015) : Henry Talbot (7 épisodes)
  - The Crown (2017) : Tony Armstrong-Jones (saison 2)

- David Walton dans :
  - New Girl (2012-2018) : Sam Sweeney (14 épisodes)
  - A Million Little Things (2023) : Colton Cutler (saison 5)

- Brett Dalton dans :
  - Marvel : Les Agents du SHIELD (2013-2017) : Grant Ward / Hive (en) (63 épisodes)
  - Chicago Fire (2021-2022) : le lieutenant Jason Pelham (saison 10)

- Miguel Ángel Muñoz dans :
  - Un, dos, tres (2002-2005) : Roberto « Rober » Arenales
  - Un, dos, tres : Nouvelle génération (2023) : Roberto « Rober » Arenales

- Wilson Bethel dans :
  - Daredevil (2018) : Benjamin « Dex » Poindexter / Tireur (saison 3)
  - Daredevil: Born Again (2025) : Benjamin « Dex » Poindexter / Tireur

- 2006-2008 : Jericho : Jake Green (Skeet Ulrich)
- 2013-2016 : The Originals : Jackson Kenner (Nathan Parsons)
- 2014 : Devious Maids : Tony Bishara (Dominic Adams)
- 2015 : Panthers : Zlatko Mladic (Igor Bencina)
- 2016-2018 : Quantico : Harry Doyle (Russel Tovey) (31 épisodes)
- 2018-2019 : iZombie : Enzo Lambert (John Emmet Tracy (en)) (16 épisodes)
- 2023 : Pacto de silencio : Gustavo (Daniel Medina)

### Jeux vidéo
- 2015 : Fallout 4 : Nate (1re voix[11])
- 2016 : The Witcher 3: Wild Hunt – Blood and Wine : le capitaine Damien de la Tour
- 2022 : God of War: Ragnarök : Freyr[12]
- 2023 : Diablo IV : ?

## Distinction
- 2015 : Mobile Film Festival : Grand prix pour No Sense

## Publication
- Résistantes, Books on demand, 2016